# R.I.P. (MadMan)
R.I.P. è il primo mixtape del rapper italiano MadMan, pubblicato il 27 novembre 2008 dalla VNG.

## Descrizione
Pubblicato gratuitamente, il disco si compone di dieci brani, con la collaborazione di esponenti dell'hip hop underground del tempo (Esse-P, TempoXso, Blue Virus, Jimmy e Xtreme Team). I testi sono incentrati sugli anni che hanno preceduto la sua scrittura, definiti molto travagliati e difficili dal rapper stesso, portando così tematiche cupe quali l'ansia del cambiamento e la paura della morte, che sono predominanti all'interno dell'album. Le basi sono state prodotte da VNG (Sporco Sud Squad), Barone, Masty.

## Tracce
1. R.I.P. – 4:41
2. La minaccia (feat. Esse-P) – 2:22
3. A Millie (feat. TempoXso) – 3:00
4. L'alibi perfetto (feat. Esse-P, Prod. Masty) – 3:40
5. Free MadMan (feat. TempoXso) – 2:52
6. Zarria cock-tail (feat. Esse-P) – 4:01
7. Tra i peggiori (feat. Blue Virus, Prod. Vng) – 2:58
8. L'odio dentro (feat. Esse-P, Prod. Vng) – 2:51
9. Fino a tardi RMX (feat. Esse-P, Xtreme Team & Jimmy, Prod. Vng) – 5:33
10. Sono un fantasma (Prod. Barone) – 3:39